# Lysingsläktet
Lysingsläktet (Lysimachia) är ett släkte inom familjen ardisiaväxter med cirka 150–180 arter. Förekommer i tempererade och subtropiska områden i den norra hemisfären. Några få arter finns även i Afrika, Australien och Sydamerika.
De är vanligen fleråriga örter, upprätta eller krypande, mer sällan halvbuskar. De kan vara kala eller ludna och har ofta glandelkörtlar. Blad motsatta, kransställa eller strödda, vanligen hela. Blommorna kan sitta ensamma eller klasar eller grenade klasar. Kronan är vanligen vit eller gul, sällan rosa eller rödaktig, utbredd eller klocklik, med 5-9 flikar. Frukten är en kapsel. De svenska arterna växer helst fuktigt.
Tidigare fördes släktet till familjen viveväxter men senare genetiska studier för den till den nuvarande familjen.
I Sverige återfinns fem vilda arter. Flera arter odlas även som prydnadsväxter.

## Bildgalleri

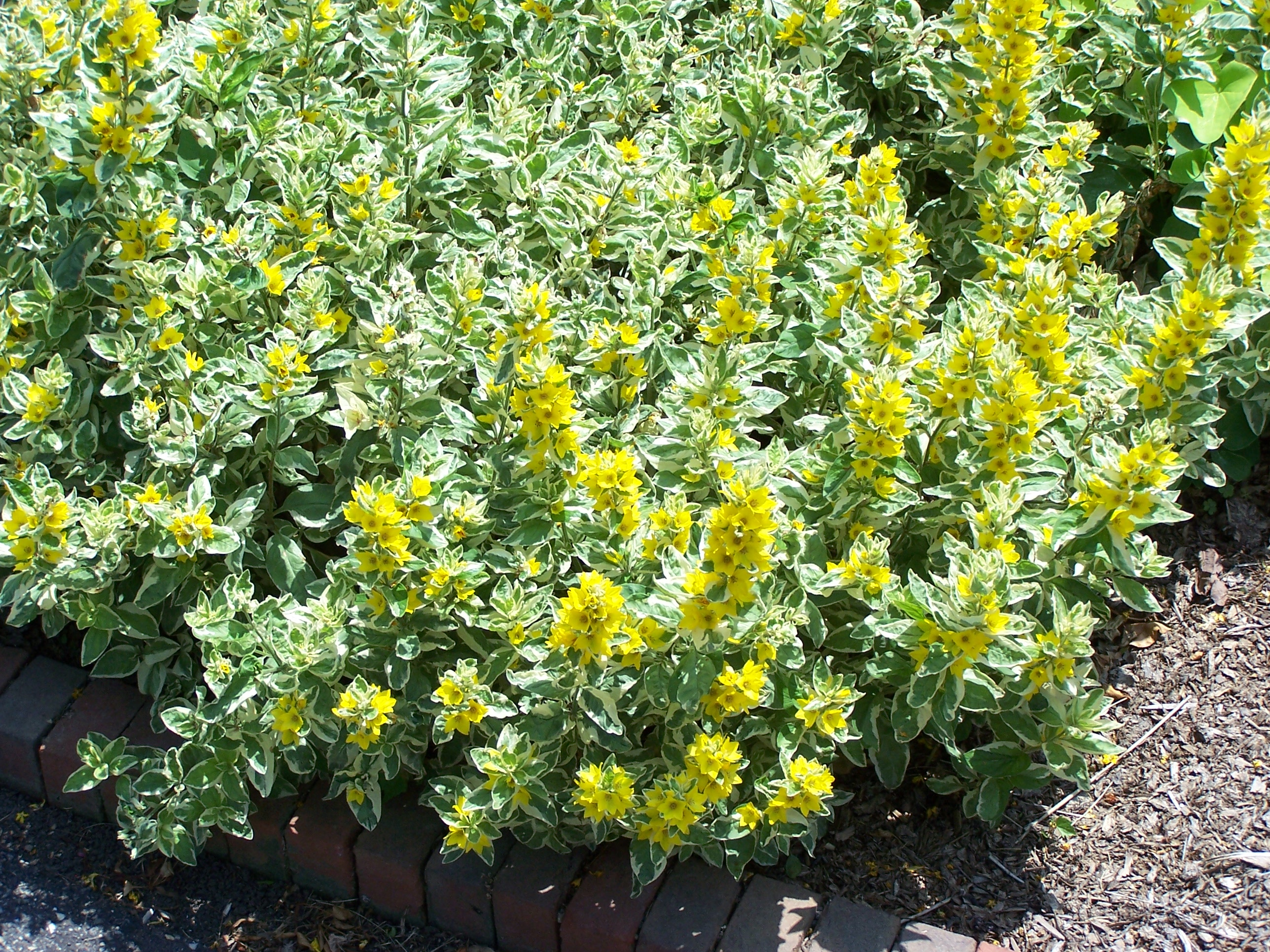

## Dottertaxa till Lysingsläktet, i alfabetisk ordning[1]
- Lysimachia acroadenia
- Lysimachia adoensis
- Lysimachia albescens
- Lysimachia alfredii
- Lysimachia alpestris
- Lysimachia alternifolia
- Lysimachia andina
- Lysimachia ardisioides
- Lysimachia aspera
- Lysimachia asperulifolia
- Lysimachia assamica
- Lysimachia atropurpurea
- Lysimachia auriculata
- Lysimachia azorica
- Lysimachia baoxingensis
- Lysimachia barystachys
- Lysimachia baviensis
- Lysimachia biflora
- Lysimachia brachyandra
- Lysimachia breviflora
- Lysimachia brittenii
- Lysimachia candida
- Lysimachia capillipes
- Lysimachia carinata
- Lysimachia cauliflora
- Lysimachia chapaensis
- Lysimachia chekiangensis
- Lysimachia chenii
- Lysimachia chenopodioides
- Lysimachia chikungensis
- Lysimachia chingshuiensis
- Lysimachia christinae
- Lysimachia chungdienensis
- Lysimachia ciliata
- Lysimachia circaeoides
- Lysimachia clethroides
- Lysimachia commixta
- Lysimachia congestiflora
- Lysimachia cordifolia
- Lysimachia coreana
- Lysimachia cousiniana
- Lysimachia crassifolia
- Lysimachia crispidens
- Lysimachia crista-galli
- Lysimachia daphnoides
- Lysimachia debilis
- Lysimachia decurrens
- Lysimachia delavayi
- Lysimachia deltoidea
- Lysimachia dextrorsiflora
- Lysimachia drymarifolia
- Lysimachia dubia
- Lysimachia dushanensis
- Lysimachia eberhardtii
- Lysimachia eileta
- Lysimachia engleri
- Lysimachia ephemerum
- Lysimachia erosipetala
- Lysimachia esquirolii
- Lysimachia evalvis
- Lysimachia excisa
- Lysimachia filifolia
- Lysimachia filipes
- Lysimachia fistulosa
- Lysimachia fletcheri
- Lysimachia foenum-graecum
- Lysimachia fooningensis
- Lysimachia forbesii
- Lysimachia fordiana
- Lysimachia fortunei
- Lysimachia fraseri
- Lysimachia fukienensis
- Lysimachia gesnerioides
- Lysimachia glanduliflora
- Lysimachia glaucina
- Lysimachia glutinosa
- Lysimachia graminea
- Lysimachia grammica
- Lysimachia grandiflora
- Lysimachia hemsleyana
- Lysimachia hemsleyi
- Lysimachia henryi
- Lysimachia heterobotrys
- Lysimachia heterogenea
- Lysimachia hillebrandii
- Lysimachia huchimingii
- Lysimachia huitsunae
- Lysimachia hybrida
- Lysimachia hypericoides
- Lysimachia inaperta
- Lysimachia iniki
- Lysimachia insignis
- Lysimachia interjacens
- Lysimachia japonica
- Lysimachia jiangxiensis
- Lysimachia jingdongensis
- Lysimachia kalalauensis
- Lysimachia klattiana
- Lysimachia kwangtungensis
- Lysimachia lanceolata
- Lysimachia lancifolia
- Lysimachia laxa
- Lysimachia leschenaultii
- Lysimachia leucantha
- Lysimachia lichiangensis
- Lysimachia linearifolia
- Lysimachia linguiensis
- Lysimachia liui
- Lysimachia liukiuensis
- Lysimachia lobelioides
- Lysimachia longipes
- Lysimachia longshengensis
- Lysimachia loomisii
- Lysimachia lychnoides
- Lysimachia lydgatei
- Lysimachia mauritiana
- Lysimachia medogensis
- Lysimachia melampyroides
- Lysimachia mexicana
- Lysimachia microcarpa
- Lysimachia millietii
- Lysimachia minoricensis
- Lysimachia miyiensis
- Lysimachia montana
- Lysimachia nanchuanensis
- Lysimachia nanpingensis
- Lysimachia navillei
- Lysimachia nemorum
- Lysimachia nummularia
- Lysimachia nutans
- Lysimachia nutantiflora
- Lysimachia ohsumiensis
- Lysimachia omeiensis
- Lysimachia ophelioides
- Lysimachia oppositifolia
- Lysimachia orbicularis
- Lysimachia otophora
- Lysimachia ovatifolia
- Lysimachia pacifica
- Lysimachia paridiformis
- Lysimachia parvifolia
- Lysimachia patungensis
- Lysimachia peduncularis
- Lysimachia pendens
- Lysimachia pentapetala
- Lysimachia perfoliata
- Lysimachia petelotii
- Lysimachia phyllocephala
- Lysimachia physaloides
- Lysimachia pilophora
- Lysimachia pilosa
- Lysimachia pittosporoides
- Lysimachia platypetala
- Lysimachia producta
- Lysimachia prolifera
- Lysimachia pseudohenryi
- Lysimachia pseudotrichopoda
- Lysimachia pterantha
- Lysimachia pteranthoides
- Lysimachia pumila
- Lysimachia punctata
- Lysimachia punctatilimba
- Lysimachia pyramidalis
- Lysimachia qimenensis
- Lysimachia quadriflora
- Lysimachia quadrifolia
- Lysimachia quelpaertensis
- Lysimachia racemiflora
- Lysimachia radfordii
- Lysimachia radicans
- Lysimachia rapensis
- Lysimachia reflexiloba
- Lysimachia remota
- Lysimachia remotiflora
- Lysimachia remyi
- Lysimachia robusta
- Lysimachia roseola
- Lysimachia rubiginosa
- Lysimachia rubinervis
- Lysimachia ruhmeriana
- Lysimachia rupestris
- Lysimachia santapaui
- Lysimachia saxicola
- Lysimachia scandens
- Lysimachia scapiflora
- Lysimachia sciadantha
- Lysimachia sciadophylla
- Lysimachia scopulensis
- Lysimachia serpyllifolia
- Lysimachia sertulata
- Lysimachia shimianensis
- Lysimachia siamensis
- Lysimachia sikokiana
- Lysimachia silvestrii
- Lysimachia stellarioides
- Lysimachia stenosepala
- Lysimachia steyermarkii
- Lysimachia stigmatosa
- Lysimachia subverticillata
- Lysimachia sumatranica
- Lysimachia taliensis
- Lysimachia tashiroi
- Lysimachia tengyuehensis
- Lysimachia terrestris
- Lysimachia thyrsiflora
- Lysimachia tianyangensis
- Lysimachia tienmushanensis
- Lysimachia tonsa
- Lysimachia trichopoda
- Lysimachia tsaii
- Lysimachia tsarongensis
- Lysimachia venosa
- Lysimachia verbascifolia
- Lysimachia verticillaris
- Lysimachia vietnamensis
- Lysimachia wilsonii
- Lysimachia violascens
- Lysimachia vittiformis
- Lysimachia volkensii
- Lysimachia volkovae
- Lysimachia vulgaris
- Lysimachia yingdeensis